# Arisaema inclusum
Arisaema inclusum là một loài thực vật có hoa trong họ Ráy (Araceae). Loài này được (N.E.Br.) N.E.Br. ex B.D.Jacks. mô tả khoa học đầu tiên năm 1893.